# Sotos del Burgo

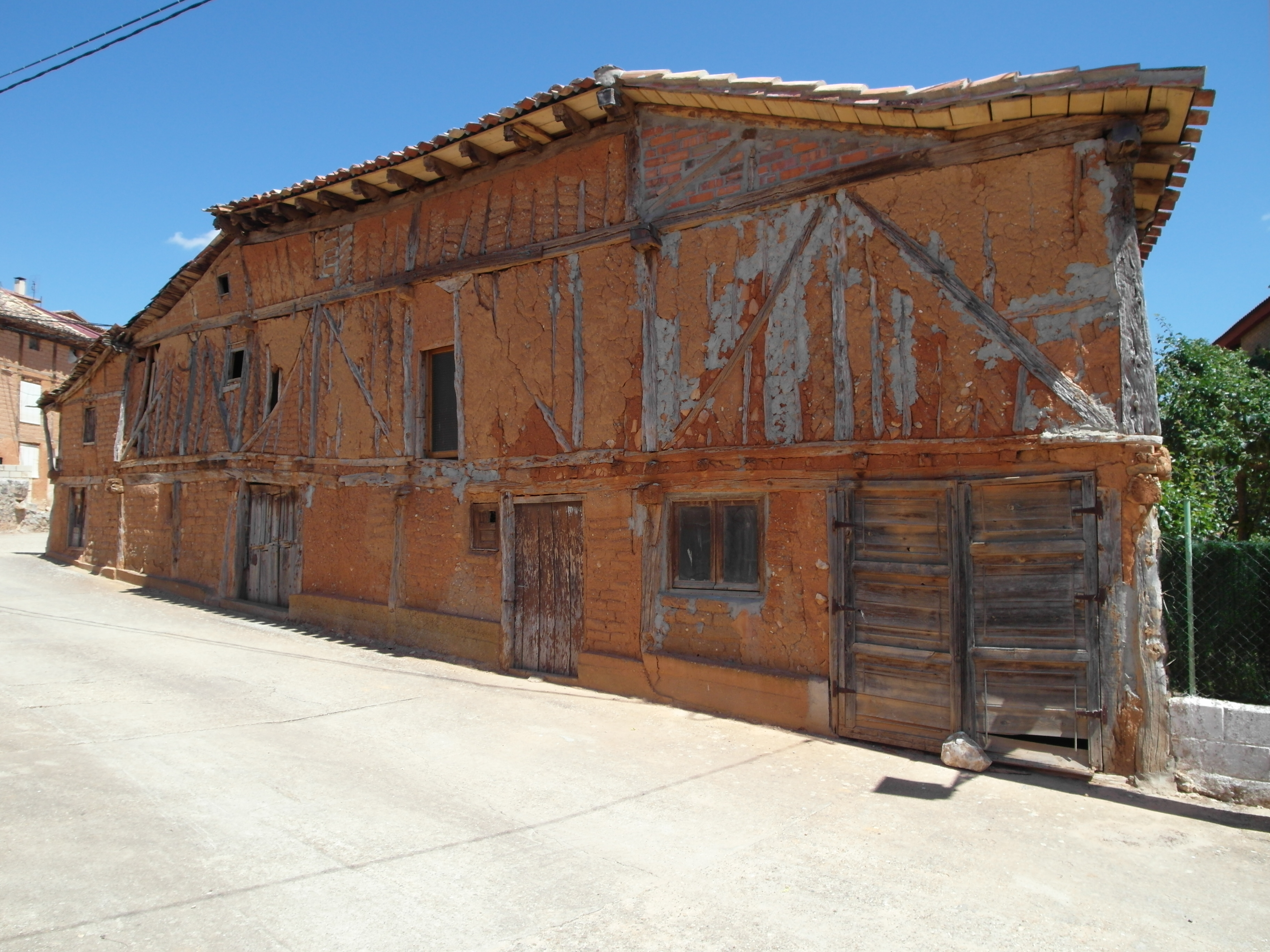
Altes Fachwerkhaus

Sotos del Burgo ist ein Ort mit 75 Einwohnern (Stand 2014) in der Gemeinde (municipio) Valdemaluque in der Provinz Soria im Norden Spaniens.

## Lage
Sotos del Burgo liegt in einer Höhe von ca. 930 Metern ü. d. M. am Río Lobos (manchmal auch Río Ucero genannt) etwa sechs Kilometer (Fahrtstrecke) südwestlich von Valdemaluque. Die nächstgelegenen Städte sind Soria (ca. 65 Kilometer östlich) und Aranda de Duero (ca. 70 Kilometer westlich).

## Bevölkerungsentwicklung
| Jahr      | 2000 | 2005 | 2010 |
| Einwohner | 126  | 98   | 90   |

Im 19. und frühen 20. Jahrhundert hatte der ehemals eigenständige ländlich geprägte Ort meist deutlich über 200 Einwohner. Die Mechanisierung der Landwirtschaft führte danach jedoch zu einem anhaltenden Bevölkerungsrückgang, dessen Ende immer noch nicht abzusehen ist.

## Wirtschaft
Die Landwirtschaft, darunter auch in geringem Umfang die Viehzucht, bildete jahrhundertelang die Lebensgrundlage der weitgehend als Selbstversorger lebenden Einwohner des Ortes. Der Tourismus spielt kaum eine Rolle.

## Geschichte
Der ehemals eigenständige Ort Sotos del Burgo wurde Mitte des 19. Jahrhunderts nach Valdemaluque eingemeindet.

## Sehenswürdigkeiten
- Einfache Fachwerkhäuser mit Ausfachungen aus Astgeflecht und Lehm sind immer noch vorhanden.
- Die örtliche Pfarrkirche ist ein aus Bruchsteinen (mampostería) errichteter unscheinbarer Bau des 13. oder 14. Jahrhunderts mit einem Glockengiebel und einer dahinter befindlichen Glockenstube über der schmucklosen Westfassade. Das Portal befindet sich auf der Südseite; die Apsis ist rechteckig ummantelt.